# Formazione Judith River
La Formazione Judith River è una formazione geologica comprendente fossili del Montana, facente parte del Gruppo Judith River. Risale al periodo Tardo Cretaceo, tra 80 e 75 milioni di anni fa, corrispondente all'età dei vertebrati "giudaici" terrestri. Fu stabilita nello stesso periodo di tempo dalle parti della Formazione Two Medicine del Montana e della Formazione Oldman dell'Alberta. È una formazione storicamente importante, esplorata dai primi paleontologi americani come Edward Drinker Cope, che ha nominato diversi dinosauri da scarsi resti ritrovati in questa zona nella sua spedizione del 1876 (come Monoclonio). Lavori contemporanei hanno portato alla luce scheletri quasi completi dell'adrosauride Brachylophosaurus.

## Litologia
La Formazione Judith River è composta da argilliti, siltiti ed  arenarie . Si osservano anche banchi di carbone, livelli di bentonite e strati ricchi in conchiglie fossili.

## Relazione con altre unità

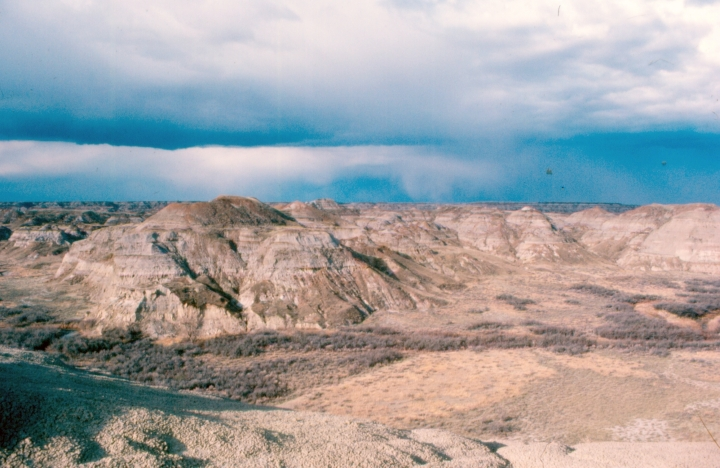
Il Gruppo Judith River.

La Formazione Judith River si sovrappone in modo conforme alla Formazione Claggett ed alla Formazione Pakowki. È sopraffatto dalla Formazione Bearpaw. È inoltre equivalente alla Formazione Belly River, nella regione delle Montagne Rocciose Canadesi pedemontane, alla Formazione Lea Parrk, nel centro dell'Alberta centrale ed alla Formazione Wapiti, in pianura nord-occidentale.

## Fauna fossile

### Anfibi
- Habrosaurus;
- Lisserpeton;
- Opisthotriton;
- Prodesmodon;
- Scapherpeton.

### Pesci ossei
- Belonostomus;
- Kindleia;
- Lepisosteus;
- ? Paralbula.

### Pesci cartilaginei
- Myledaphus.

### Dinosauri ornitischi
- Albertaceratops;
- Avaceratops;
- Brachylophosaurus;
- Ceratops;
- Diclonius;
- Dysganus;
- Judiceratops;
- ? Kritosaurus
- ? Lambeosaurus;
- Medusaceratops;
- Mercuriceratops;
- Monocionius;
- Palaeoscincus;
- Probrachylophosaurus;
- Pteropelyx;
- Trachodon;
- Spiclypeus;
- Zuul.

### Coristoderi
- Champsosaurus.

### Coccodrilli
- Brachychampsa;
- Leidyosuchus;
- Deinosuchus.

### Lucertole
- Chamops;
- Exostinus;
- Leptochamops;
- Paraderma;
- Parasaniwa.

### Dinosauri teropodi
- Aublysodon;
- Hesperornis;
- Deinodon;
- Dromaeosaurus;
- Ornithomimus;
- Paronychodon;
- Troodon;
- Zapsalis.

### Tartarughe
- Basilemys.